# Vuelta Ciclista del Uruguay 1989
La 46.ª edición de la Vuelta Ciclista del Uruguay, se disputó del 15 al 26 de marzo de 1989.
Se recorrieron casi 1436 km divididos en 10 etapas, con 2 subetapas contrarreloj, en la 3ª etapaa y en la 7ª etapa.
Participaron 27 equipos de Uruguay, Argentina, Chile y Brasil, y varios ciclistas libres que no conformaban ningún equipo, totalizando 133 competidores.
El ganador fue el salteño Federico Moreira del Club Ciclista Amanecer, logrando su segunda victoria en total. Completaron el podio los uruguayos Sergio Tesitore del club España-La Paz y Carlos Garcia, del Club Atlético Peñarol.

## Equipos participantes
Tomaron parte en la carrera 27 equipos.
| Equipos de clubes y federaciones (18) - Amanecer A - Amanecer B - America - Artigas de Salto - Belo Horizonte - COPSA de Pando - Cruz del Sur A - Cruz del Sur B - España La Paz - General Hornos - Maroñas - Peñarol - Policial - Punta del Este - Soriano (Federación) - Tabare Farias - Mendoza - Pirelli A - Pirelli B Selecciones nacionales amateur (4) - Argentina - Chile |  |
| |  |

## Etapas
| Etapa | Fecha       | Recorrido                    | km      | Ganador (equipo)                | Líder            |
| 1.ª   | 15 de marzo | Montevideo-Colonia           | 0       | Laércio Ipojuca (Pirelli)       | Laércio Ipojuca  |
| 2.ª   | 16 de marzo | Tarariras-Mercedes           | 0       | Jorge Mansilla (Fénix)          |                  |
| 3.ª A | 17 de marzo | Fray Bentos-Paysandú         | 0       |                                 |                  |
| 3.ª B | 17 de marzo | Paysandú                     | 0 (CRI) | Rubén Priede (Peñarol "A")      | Rubén Priede     |
| 4.ª   | 18 de marzo | Salto-Artigas                | 0       | Sergio Tesitore (España-La Paz) | Rubén Priede     |
| 5.ª   | 19 de marzo | Artigas-Rivera               | 0       | Rubén Priede (Peñarol "A")      | Rubén Priede     |
| 6.ª A | 20 de marzo | Rivera-Tacuarembó            | 0       |                                 | Rubén Priede     |
| 6.ª B | 20 de marzo | Tacuarembó                   | 0 (CRI) | Federico Moreira (Amanecer)     | Federico Moreira |
| 7.ª   | 23 de abril | Tacuarembó-Ansina-Tacuarembó | 0       | Daniel Lozano (Fénix)           | Federico Moreira |
| 8.ª   | 24 de abril | Melo-Treinta y Tres          | 0       | Elbio Cincunegui (Amanecer)     | Federico Moreira |
| 9.ª   | 25 de abril | José Pedro Varela-Piriápolis | 0       | Cassio Freitas (Pirelli "A")    | Federico Moreira |
| 10.ª  | 26 de abril | Piriápolis-Montevideo        | 112     | Cassio Freitas (Pirelli "A")    | Federico Moreira |

## Clasificaciones finales

### Clasificación individual
| Pos. | Ciclista              | Equipo        | Tiempo           |
| ---- | --------------------- | ------------- | ---------------- |
| 1.º  | Federico Moreira      | Amanecer "A"  | 39 h 56 min 20 s |
| 2.º  | Sergio Tesitore       | España-La Paz | a 2 m 24 s       |
| 3.º  | Carlos García         | Peñarol       | a 2 min 45 s     |
| 4.º  | José Asconeguy        | Amanecer "A"  | a 2 min 54 s     |
| 5.º  | Eduardo Trillini      | Fénix         | a 2 min 56 s     |
| 6.º  | Alberto Bravo         | Argentina "A" | a 3 min 30 s     |
| 7.º  | Ruben Emilio Martínez | Amanecer "A"  | a 3 min 44 s     |
| 8.º  | Luis A. Biera         | Peñarol "A"   | a 4 min 02 s     |
| 8.º  | Renán Ferraro         | Pirelli "A"   | a 5 min 28 s     |
| 10.º | Gustavo de los Santos | Amanecer "A"  | a 5 min 43 s     |

| 11.º | Waldemar Correa  | Peñarol "A"    | a 7 min 28 s  |
| 12.º | Gustavo Corujo   | España-La Paz  | a 7 min 36 s  |
| 13.º | Ernesto Martínez | Cruz del Sur   | a 8 min 22 s  |
| 14.º | Juan C. Seijo    | COPSA de Pando | a 8 min 48 s  |
| 15.º | José Orlando     | Fénix          | a 9 min 36 s  |
| 16.º | José Maneiro     | Belo Horizonte | a 9 min 39 s  |
| 17.º | Néstor Alvez     | Cruz del Sur   | a 9 min 57 s  |
| 18.º | Jorge Mansilla   | Fénix          | a 11 min 58 s |
| 19.º | Daniel Lozano    | Fénix          | a 13 min 55 s |
| 20.º | Fernando Arbello | Peñarol "B"    | a 14 min 20 s |

### Clasificación premio sprinter
| Pos.        | Ciclista       | Equipo        | Puntos |
| ----------- | -------------- | ------------- | ------ |
| Malla verde | Alberto Bravo  | Argentina "A" | 190    |
| 2.º         | Aercio Ipojuca | Pirelli "B"   | 170    |
| 3.º         | Cassio Freitas | Pirelli "A"   | 120    |

### Clasificación premio cima
| Pos.       | Ciclista | Equipo | Puntos |
| ---------- | -------- | ------ | ------ |
| Malla roja |          |        |        |
| 2.º        |          |        |        |
| 3.º        |          |        |        |

### Clasificación por equipos
| Pos. | Equipo        | Tiempo            |
| ---- | ------------- | ----------------- |
| 1.º  | Amanecer "A"  | 119 h 55 min 33 s |
| 2.º  | Peñarol "A"   | a 1 min 44 s      |
| 3.º  | C. C. Fénix   | a 9 min 19 s      |
| 4.º  | España-La Paz | a 17 min 51 s     |
| 5.º  | Cruz del Sur  | a 14 min 36 s     |